# Carlos Duval
Carlos Duval Nome artístico de Amândio Borges Esteves(Ervedal da Beira, 23 de julho de 1911 — São Paulo, 26 de outubro de 1993) foi um atorLuso-brasileiro de cinema, televisão e teatro , Diretor de cinema e produtor de cinema.
Estreou no cinema em 1953 no filme A Carne é o Diabo, tendo participado de 15 filmes e mais de 20 trabalhos na televisão, entre telenovelas e minisséries.
Seus papéis mais marcantes na TV foram em: Antonio Maria, Super Plá e A Fábrica, na TV Tupi e depois na Rede Globo: O Semideus, O Noviço, Escalada, Helena, Pecado Capital, O Casarão, O Feijão e o Sonho, Escrava Isaura, Sinhazinha Flô, Maria, Maria, Cabocla, Sétimo Sentido, Voltei Pra Você e Hipertensão.
Faleceu em 26 de outubro de 1993, aos 82 anos, vitimado por um câncer.

## Carreira

### Na televisão
| Ano  | Título                   | Personagem                       | Notas                                    |
| ---- | ------------------------ | -------------------------------- | ---------------------------------------- |
| 1991 | O Portador               | Isauro                           |                                          |
| 1989 | O Sexo dos Anjos         | —                                |                                          |
| 1989 | Pacto de Sangue          | Português                        |                                          |
| 1986 | Hipertensão              | Vieira                           |                                          |
| 1985 | A Gata Comeu             | Fiscal dos gari que demite Oscar |                                          |
| 1983 | Voltei pra Você          | —                                |                                          |
| 1983 | Caso Verdade             | Padre                            | Episódio: "Mãe Dalva"                    |
| 1983 | Caso Especial            | Padre Brito                      | Episódio: "São Bernardo"                 |
| 1982 | Sétimo Sentido           | Juiz                             |                                          |
| 1980 | Olhai os Lírios do Campo | —                                |                                          |
| 1979 | Cabocla                  | Zé da Estação                    |                                          |
| 1979 | Plantão de Polícia       | Dagoberto                        |                                          |
| 1978 | Maria, Maria             | José Motinho                     |                                          |
| 1978 | Sítio do Picapau Amarelo | Polpeta                          | Episódio: "O Outro Lado da Rua"          |
| 1978 | Ciranda Cirandinha       | —                                | Episódio: "O Que Eu Faço da Minha Vida?" |
| 1977 | Sinhazinha Flô           | Padre Antônio                    |                                          |
| 1977 | Espelho Mágico           | —                                |                                          |
| 1977 | Caso Especial            | —                                | Episódio: "Ciranda, Cirandinha"          |
| 1976 | Escrava Isaura           | Beltrão                          |                                          |
| 1976 | O Feijão e o Sonho       | —                                |                                          |
| 1976 | O Casarão                | Eliseu                           |                                          |
| 1975 | Pecado Capital           | Jeremias Aguiar                  |                                          |
| 1975 | Helena                   | Padre Melchior                   | [ 2 ]                                    |
| 1975 | Escalada                 | Estevão                          |                                          |
| 1975 | Senhora                  | Cerqueira                        |                                          |
| 1973 | O Semideus               | Almeida                          |                                          |
| 1973 | João da Silva            | —                                |                                          |
| 1971 | A Fábrica                | João                             |                                          |
| 1969 | Super Plá                | Maitre                           |                                          |
| 1968 | O Rouxinol da Galiléia   | —                                |                                          |
| 1968 | Antônio Maria            | Fernando                         |                                          |
| 1967 | Os Rebeldes              | —                                |                                          |
| 1967 | O Jardineiro Espanhol    | —                                |                                          |
| 1956 | Grande Teatro Tupi       | Vários personagens               |                                          |

### No cinema
| Ano  | Título                        | Personagem     |
| ---- | ----------------------------- | -------------- |
| 1974 | Um Homem Célebre              | —              |
| 1966 | Essa Gatinha é Minha          | Seu Ademir     |
| 1964 | Um Morto ao Telefone          | —              |
| 1964 | Sangue na Madrugada           | —              |
| 1963 | Sonhando com Milhões          | —              |
| 1963 | Quero Essa Mulher Assim Mesmo | —              |
| 1963 | Um Morto ao Telefone          | Contrabandista |
| 1962 | As Sete Evas                  | Pai            |
| 1958 | O Noivo da Girafa             | —              |
| 1957 | Pega Ladrão                   | Fulgêncio      |
| 1956 | O Diamante                    | —              |
| 1955 | Angu de Caroço                | —              |
| 1955 | O Grande Pintor               | Leiteiro       |
| 1954 | Marujo por Acaso              | —              |
| 1954 | O Rei do Movimento            | —              |
| 1954 | Toda Vida em 15 Minutos       | Passageiro     |
| 1953 | A Carne é o Diabo             | —              |
| 1946 | Caídos do Céu                 | —              |